# Bình Lâm
Bình Lâm is een xã in het district Hiệp Đức, een van de districten in de Vietnamese provincie Quảng Nam. Bình Lâm heeft ruim 8600 inwoners op een oppervlakte van 21,98 km².
Een belangrijke verkeersader is de Quốc lộ 14E, die de Quốc lộ 14 met de Quốc lộ 1A verbindt. De weg is ter plaatse een onderdeel van de Ho Chi Minh-weg. Een andere verkeersader is de tỉnh lộ 614. De 614 verbindt thị trấn Tiên Kỳ met de tỉnh lộ 611B in xã Quế Thọ in Hiệp Đức.